# イーダイナ (ミネソタ州)
イーダイナ（英: Edina、[iːˈdaɪnə] ( 音声ファイル) ee-DY-nə）は、アメリカ合衆国ミネソタ州のヘネピン郡にある都市。人口は5万3494人（2020年）。ミネアポリス市の南西に位置している。1860年代に小さな農業と製材の町として始まった。ミネアポリス・セントポール都市圏の中では裕福な都市と見られることが多い。

## 歴史

### 開拓
イーダイナの町はミネソタ州リッチフィールド郡区の一部として始まった。1850年代、17家族、その大半はアイルランドにおける大飢饉の結果として移民して来た者達がミネソタに入って、当時リッチフィールド郡区だったところの南西部の土地を登記した。その後にイングランドやスコットランドの農夫が続き、ミネハハ・クリーク近くの土地を登記した。ベアード地区とグライムズ地区（どちらもアメリカ合衆国国家歴史登録財に指定されている）、およびカントリークラブ・地区がイーダイナの北東部にあり、町になった最初期のものである。
1888年郡区の住人が集会を開いて、リッチフィールド郡区から分離して新しい村の設立を検討した。この考えは町の中で受け入れられ、移行を監督する委員会が作られた。

### 市名の由来
新しい村を作ることが決められた後、その名前について議論が続いた。ミネハハ・グランジ・ホールで数回の町民集会が開かれ、そのときに「ヘネピンパーク」、「ウェストフィールド」、および「イーダイナ」が候補に挙がった。農夫で後にイーダイナ・ミルの所有者（1889年）になったヘンリー・F・ブラウンが取った議事録に拠れば、次のようになっていた。
| 「 | この法人が呼ばれることになる名前について長い議論が続いた。前回の会合で「ウェストフィールド」という名前を採用することについて投票を再考する動議が出され通った。別にアンドリュー・クレイクが出した動議で、イーダイナと呼ぶ提案がなされた（エディンバラから1869年に移って来たときに、クレイクは製材所を購入してイーダイナ・ミルと改名していた）。その決議を行う前に、5人委員会の1人ジェイムズ・A・ブルが休会にする動議を出し、多数に支持された。しかし、集会の議長がこの動議は順序が間違っていると宣言した。このとき言論を統制するような法がまかり通るならば、5人委員会のベアード、ウィルソン、ライアン、ブルが委員を辞任するつもりだと宣言して混乱が続いた。この熱した時間帯に集会は騒然となったが、数分後に騒ぎが収まった。このときはこれ以上議論ができないと判断し、集会を後日開催するという最終動議が出されて通った。 | 」 |

次の集会で、イーダイナという名前が賛成47票、反対42票で可決された。
この新しい村をイーダイナとした決断について伝承が生まれた。アイルランド人が優勢なカヒルの地域社会と、スコットランド人が優勢なミル地域社会が、アイルランド風の名前（キラーニーレイクス）とするか、スコットランド風の名前（イーダイナ）とするかを争った、というものである。しかし、1860年の国勢調査ではスコットランド系住民が居なかった。イーダイナが設立された1888年でも1組のスコットランド系住民が居ただけだった。

### サンダウンの町と人種の過去
イーダイナの町は昔、サンダウンの町（白人のみの町）と認識されていた。当時は他にも同様な町が多かった。非公式に「一人のニグロも一人のジュー（ユダヤ人）もいない」という言い方があった。実際に白人の大半は人種分離が望ましいと考えていた。
第一次世界大戦が終わった後で、サミュエル・ソープが優美なイーダイナ・カントリークラブ地区を開発した。この地区は、イーダイナのアフリカ系アメリカ人少数者が遠ざけられていると感じるようになることを期待して、「制限付き土地譲渡条項」があると知られていた。この条項は1950年代までユダヤ教信徒にも適用されていた。条項の典型的な表現は次のようなものだった。
白人、すなわちコーカサス人以外の者に如何なる区画も、売却、転記、貸与、賃借させてはならない。すなわち白人、すなわちコーカサス人以外の者に如何なる区画も私用させたり占有させたりしてはならない。ただし当該区画の所有者あるいは賃借者のために奉公人として仕える場合で、その所有者あるいは賃借者がそこに住んでいる場合を除く。すべての制限は第8条（人種的除外）を除いて1964年1月1日に終わるものとする。
現在のイーダイナではサンダウン政策も人種分離も残っていない。

### モーニングサイド
イーダイナで最初の郊外地開発は、町の北東部にあるモーニングサイドで1900年代初期に始まった。モーニングサイドが発展するに連れて、市のサービスを望むそこの住民と、イーダイナの田園的性格を維持したいと考える他所の住民との間に紛争が持ち上がった。この紛争の結果、モーニングサイドは1920年にイーダイナから分離し、別の村になった。しかし、1966年、モーニングサイドは再度イーダイナに編入された。

### 今日のイーダイナ
今日、イーダイナ市の通りの多くが、この地域にあった農場所有者の家名を付けられている。例えば、グライムズ・アベニュー、コード・アベニュー、グリアソン（グレッソン）道路、クーパー・アベニュー、ハンセン道路、ワイマン・アベニューなどである。
イーダイナはミネアポリス市郊外で裕福な方の都市という評判がある。市民は裕福者と考えられ（1999年の世帯あたり収入中央値は66,019ドルであり、ミネアポリス市の平均37,974ドルやミネソタ州の47,111ドルに比較して高い）、かつては「ケーキを食べる人」と嘲笑的に呼ばれたこともあった。これはマリー・アントワネットが発言したと誤って引用される「彼らにケーキを食べさせればいい」を引用したものだった。この言葉は現在、地域のスポーツに関するライバル関係にふざけて用いられる。例えばディズニーの映画『飛べないアヒル』では、アダム・バンクスの演じた役柄に関して使われた。1960年代まで「ケーキを食べる人」という呼び方は、ミネアポリス市の繁栄する地区にある高校、ウォッシュバーン・ミラーズに帰せられていた。さらにミネソタ州で人気ある文化では、イーダイナが「毎日注目を必要とする」（"Every Day I Need Attention"）という文の頭文字を並べたものとしており、再度イーダイナ住人を裕福で超然としている者と紋切り型に表現している。
イーダイナには幾人か億万長者が住んでいる。例えばベスト・バイ創設者のリチャード・M・シュルツや、資本家のカール・ポーラドがいた。

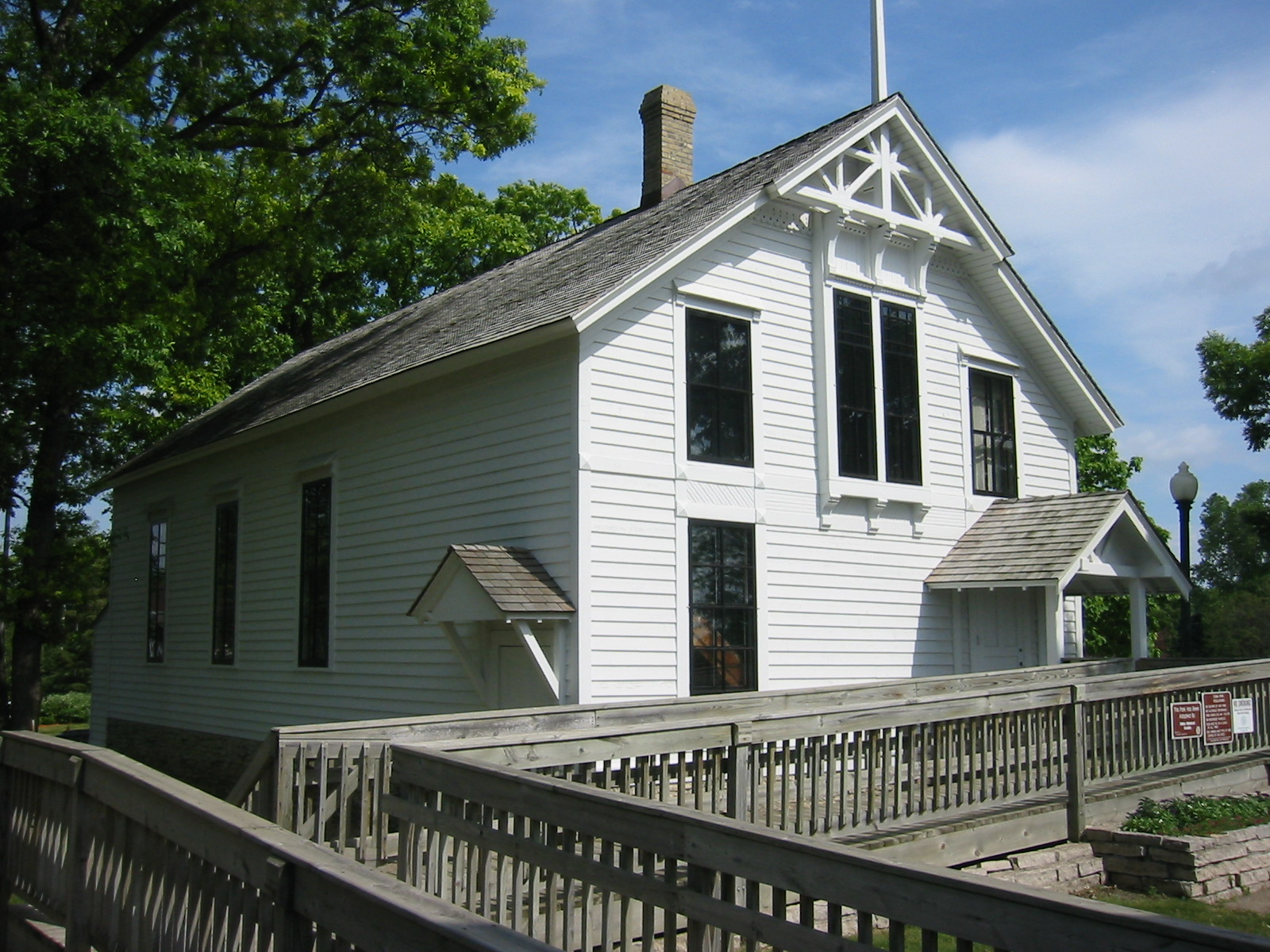
ミネハハ・グランジ・ホール
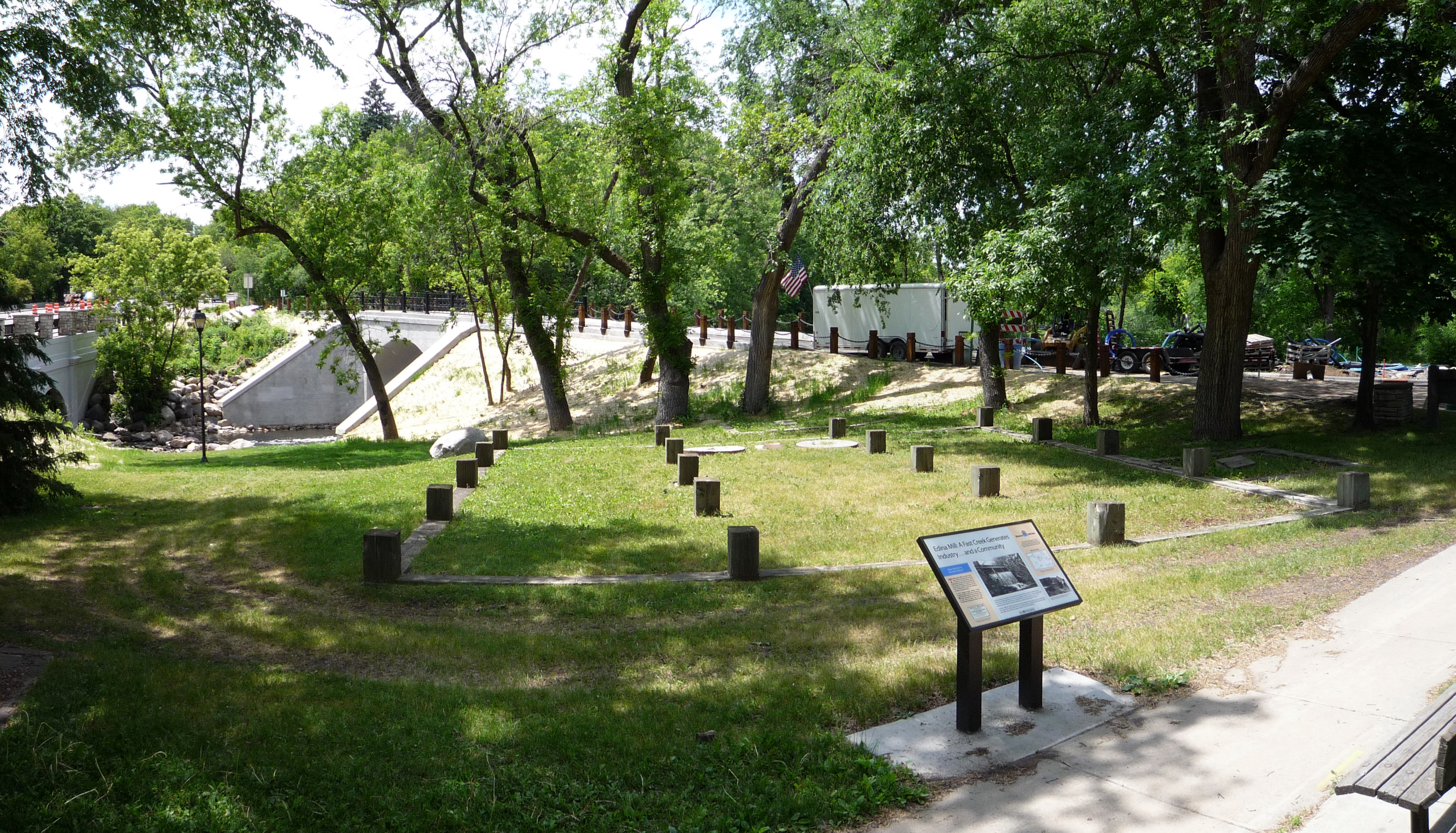
ミネハハ・クリーク沿いのイーダイナ・ミル跡
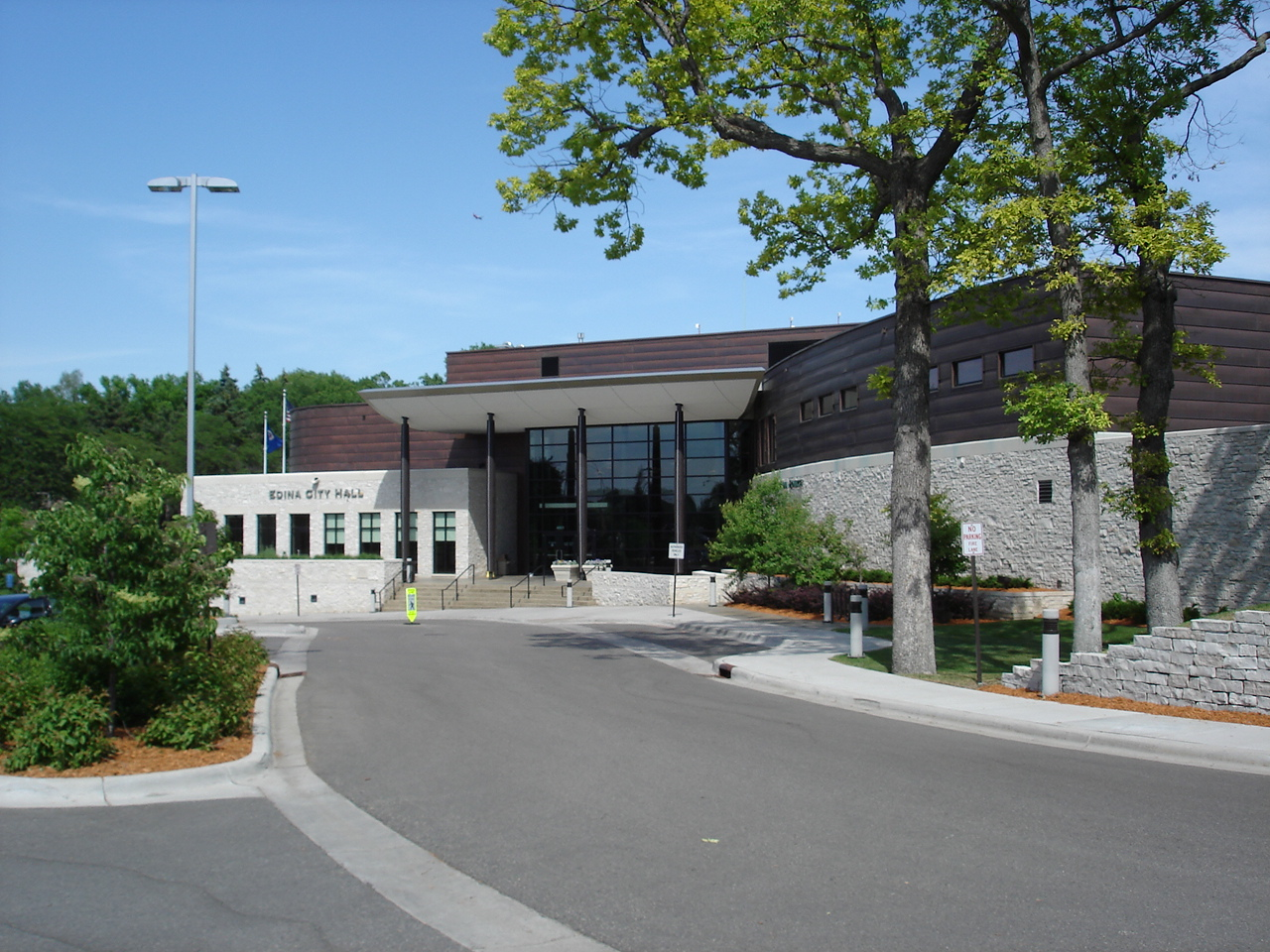
イーダイナ市役所と警察署、2004年再建

## 地理
多くの幹線道がイーダイナ市内あるいは付近を通っており、ミネアポリス・セントポール都市圏の中での交通を便利にしている。ミネソタ州道62号線と同100号線が市内を4分している。アメリカ国道169号線とミネソタ州道100号線が南北に伸びている。州間高速道路494号線とミネソタ州道62号線が東西方向に伸びている。ミネソタ州道7号線が市内から3マイル (5 km)、州間高速道路394号線が5マイル (8 km) の距離にある。
M
アメリカ合衆国国勢調査局に拠れば、郡域全面積は15.97平方マイル (41.36 km2)であり、このうち陸地15.45平方マイル (40.02 km2)、水域は0.52平方マイル (1.35 km2)で水域率は3.26%である。住宅地が市域の大半を占め、95%以上となっている。市内には多くの多様な地区があり、例えばハイランズ、インディアンヒルズ、バイキングヒルズ、モーニングサイド、カントリークラブ地区、カヒルビレッジ、チャペルヒル、サウスハリエットパーク、インターラチェン、ローリンググリーン、サニースロープ、ホワイトオークス、パークウッドノールズ、ブレーマーヒルズ、バーチクレスト、デューイヒル、ヒルデールなどである。

## 人口動態
以下は2010年国勢調査による人口統計データである。
| 基礎データ - 人口: 47,941 人 - 世帯数: 20,672 世帯 - 家族数: 12,918 家族 - 人口密度: 1,198.1人/km2（3,103.0人/mi2） - 住居数: 22,560 軒 - 住居密度: 563.8軒/km2（1,460.2軒/mi2） 人種別人口構成 - 白人: 88.1% - アフリカン・アメリカン: 3.0% - ネイティブ・アメリカン: 0.2% - アジア人: 6.1% - その他の人種: 0.7% - 混血: 1.8% - ヒスパニック・ラテン系: 2.3% | 年齢別人口構成 - 18歳未満: 24.2% - 18-24歳: 4.5% - 25-44歳: 21% - 45-64歳: 29.6% - 65歳以上: 20.7% - 年齢の中央値: 45歳 - 性比（女性100人あたり男性の人口） - 総人口: 87.3 世帯と家族（対世帯数） - 18歳未満の子供がいる: 29.4% - 結婚・同居している夫婦: 53.7% - 未婚・離婚・死別女性が世帯主: 6.4% - 非家族世帯: 37.5% - 単身世帯: 33.1% - 65歳以上の老人1人暮らし: 18% - 平均構成人数 - 世帯: 2.31人 - 家族: 2.98人 |

## 教育

### 公共教育学区
イーダイナ市の大半は独立教育学区第273号に入っており、主にイーダイナからの児童生徒を教育している。児童生徒数は約7,500人、教師と支援スタッフ数1,139人、小学校6校、中学校2校、高校1校である。管理事務所派イーダイナ・コミュニティ・センターにある。
イーダイナ高校は学術面で国内100傑に入ることが多い。最近の調査ではイーダイナ高校生の98%が卒業し、85%がカレッジに進学し、高校卒業から5年以内に85%がカレッジ教育を完了している。またフォローアップ研究ではイーダイナ高校卒業生が10年後にその43%は学士以上の資格を得ているか、または取得中である。

### 私立学校
市内に私立学校が4校ある。アワーレディ・オブ・グレースはカトリック系であり、幼稚園から8年生を教えている。他にセントピーターズ・ルーテル学校、エクセル高校、カルビン・キリスト教学校がある。

### 高等教育機関
デブリー大学、ミネソタ州立大学マンケイトー校教室、ミネソタ実業学校、ブロービュー大学、エクセル・カレッジ、ケラー経営大学院学校が市内にある。

## 礼拝所
- カルバリー教会 (キリスト教改革教会)
- カルバリー・ルーテル教会 (福音主義ルーテル教会)
- チャペルヒルズ キリスト連合教会
- クライスト長老派教会 (長老派教会)
- コロニアル・チャーチ・オブ・イーダイナ (保守福音主義キリスト教会; 全国福音主義キリスト教会連合会; キリスト連合教会)
- クリーク・バレー教会
- クロスビュー・ルーテル教会 (ルーテル教会・ミズーリ会議)
- イーダイナ・コミュニティ・ルーテル教会 (福音主義ルーテル教会)
- イーダイナ契約教会 (福音主義契約教会)
- イーダイナ・モーニングサイド・コミュニティ教会 (キリスト連合教会)
- グッド・サマリタン 統一メソジスト教会
- グレース・ゴスペル・バイブル教会
- エホバの証人 王国会館
- ノーマンデール福音主義ルーテル教会 (福音主義ルーテル教会)
- アワーレディ・オブ・グレース・チャーチおよび学校 (カトリック教会)
- セントオルバンズ 米国聖公会
- セントパトリックス教会イーダイナ (カトリック教会)
- セントピーターズ・ルーテル教会および学校 (ルーテル教会・ミズーリ会議)
- セントスティーブンス 米国聖公会
- シェパード・オブ・ザ・ヒルズ・ルーテル教会 (福音主義ルーテル教会)
- スリ・ベンカスワラ・テンプル (ヒンドゥー教)
- ウッドデール教会 – イーダイナ・キャンパスs

## 経済

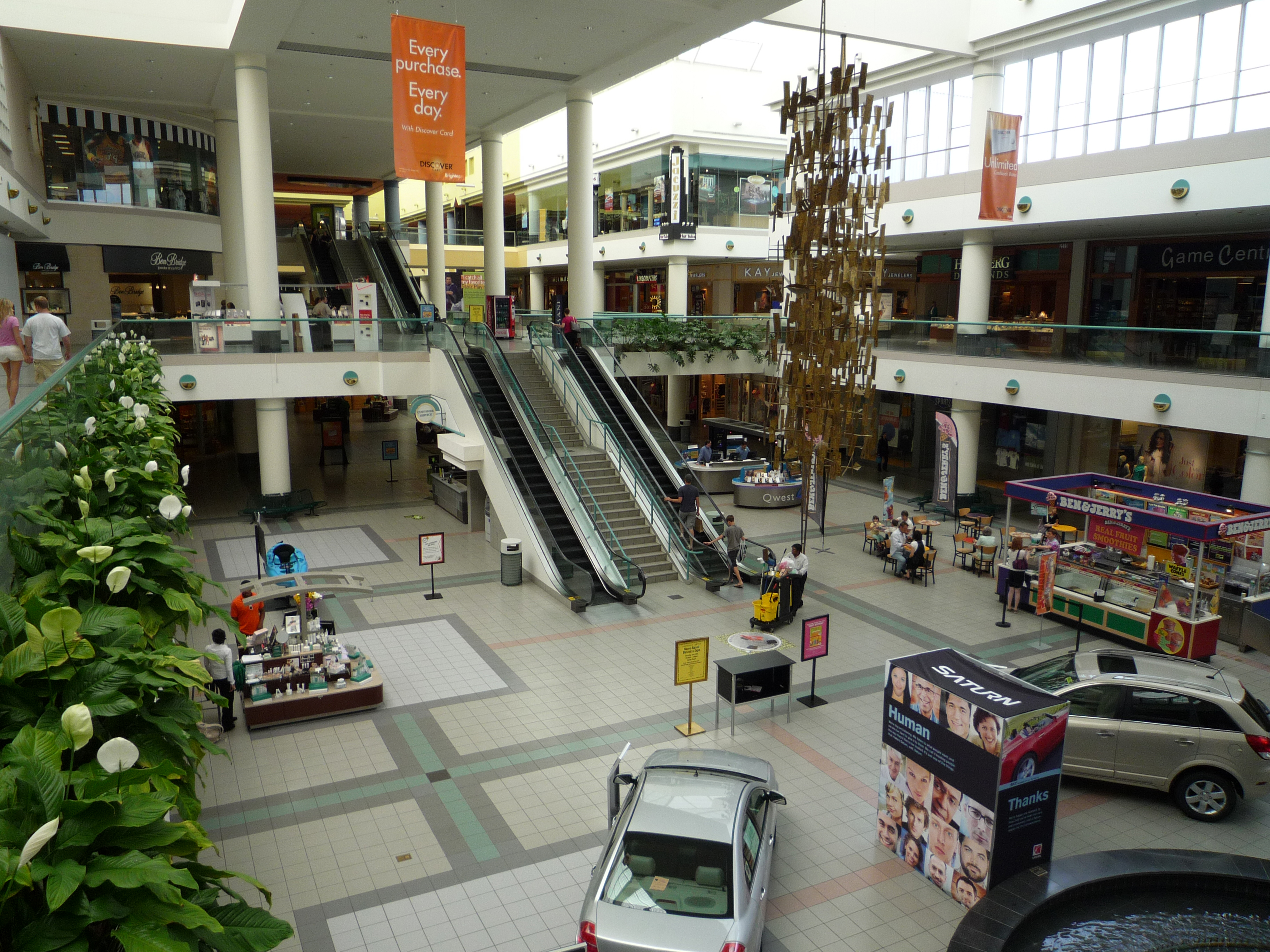
サウスデール・センター

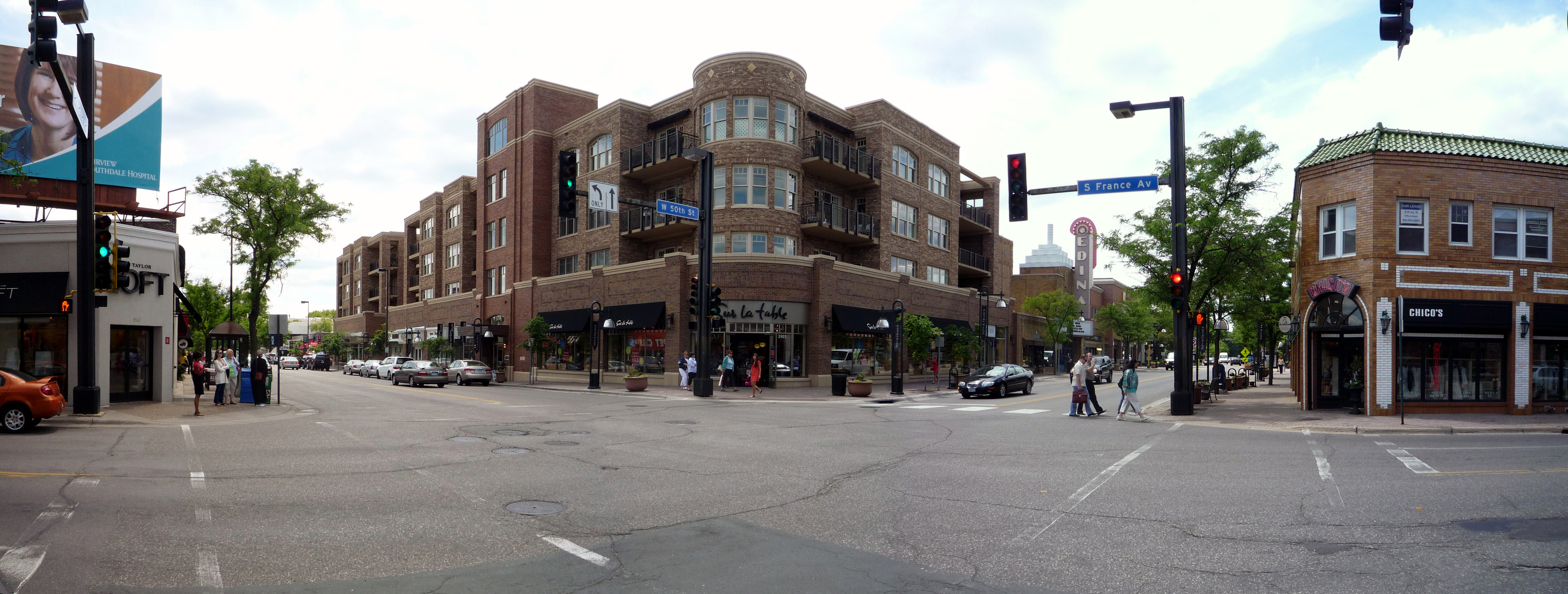
50番通りとフランス・アベニュー交差点

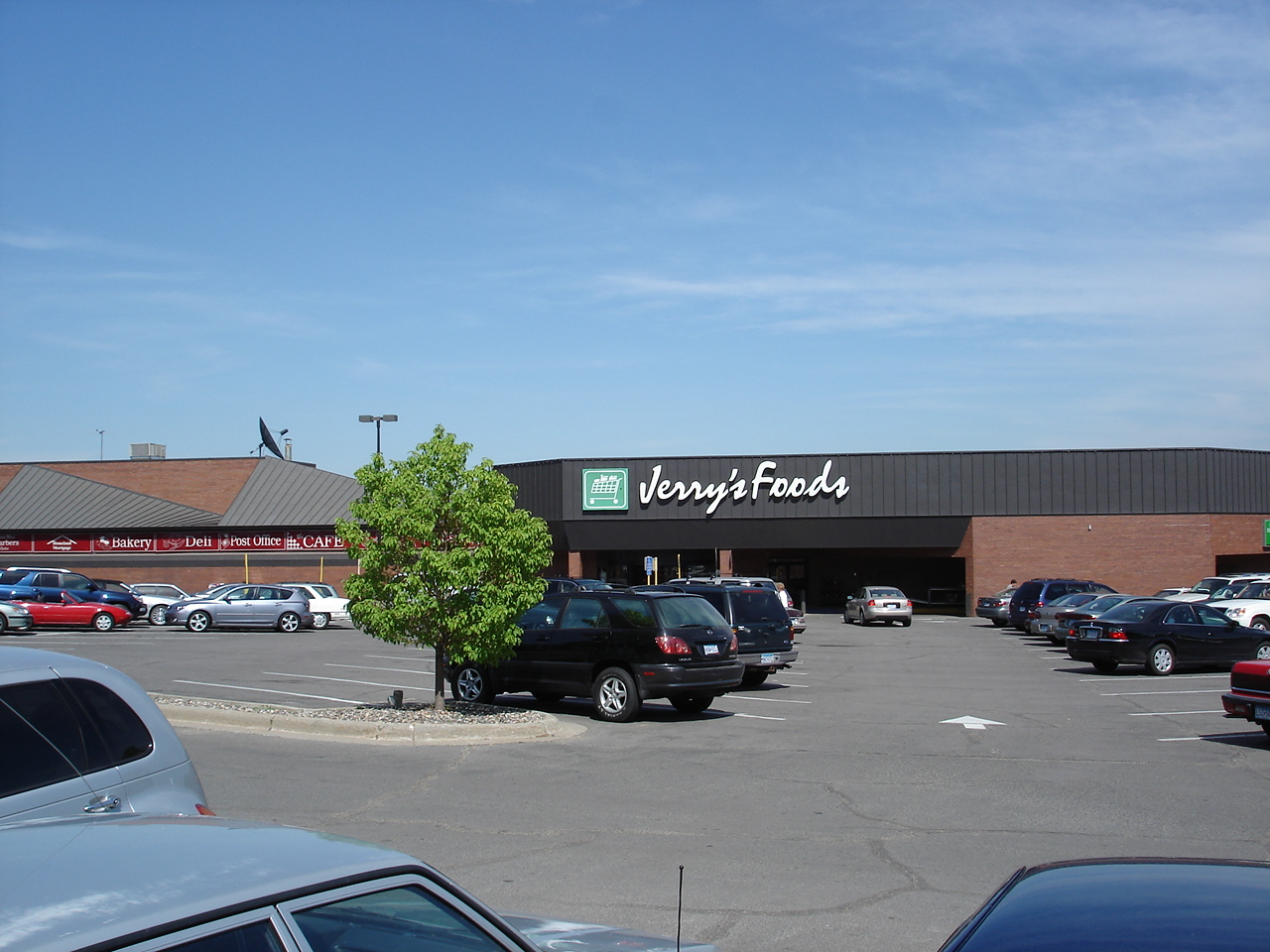
ジェリーズ・フーズ

イーダイナ市内には、ジェリーズ・フーズ、ルンド・フッド・ホールディングス、ナッシュ・フィンチ・カンパニー、サロンチェーンのレジス・コーポレーション（レジス・サロンズ、スーパーカッツ、TGFヘアカッターズ、コストカッターズのオーナー）、デイリークイーン、オレンジ・ジュリアスの本社がある。

### ショッピング
市内にはサウスデール・センターなど多くの小売ショッピングセンターがある。
その他、ヨークタウン、センテニアル・レイクス・プラザ、ガレリアがある。50番通り西とフランス・アベニュー南にはミネアポリスに匹敵する商業地域がある。
市営の酒店があるが民間の店はアルコールを販売できない。市営店は50th & フランス、サウスデール、バーノン&インターラチェン・ブールバードの3店である。

### ホテル
市内にホテルが2軒ある。レジデンス・イン・バイ・マリオットはエディバラ公園に隣接し、ウェスティン・イーダイナ・ガレリア・ホテル&レジデンスは69番通りとヨーク・アベニューの角にある。ミネソタ州道100号線と77番通り角にスターウッド・ホテル&リゾートが、7階建てのホテルを建設する予定がある。2018年の完成を目指している。イーダイナがまだ公式の禁酒市だった1930年代には、市内にホテルが無かった。州間高速道路494号線の数ブロック先には幾つかホテルがあり、昔はイーダイナの一部だった。住民請求によってブルーミントンに併合され、アルコール販売が可能だった。

### 主要雇用主
イーダイナ市の2011年包括的財務報告書に拠れば、市内の主要雇用主は次の通りである。
| 順位 | 雇用主                           | 従業員数 |
| ---- | -------------------------------- | -------- |
| 1    | フェアビュー・サウスデール病院   | 1,000    |
| 2    | メイシーズ                       | 1,000    |
| 3    | BI ワールドワイド                | 1,000    |
| 4    | イーダイナ教育学区               | 600      |
| 5    | プロムナード・サロン・コンセプツ | 500      |
| 6    | レジス・サロンズ                 | 500      |
| 7    | レジス・フランチャイズ           | 500      |
| 8    | レジス                           | 250      |
| 9    | マスターカッツ                   | 500      |
| 10   | スマートスタイル                 | 500      |

## レクリエーション

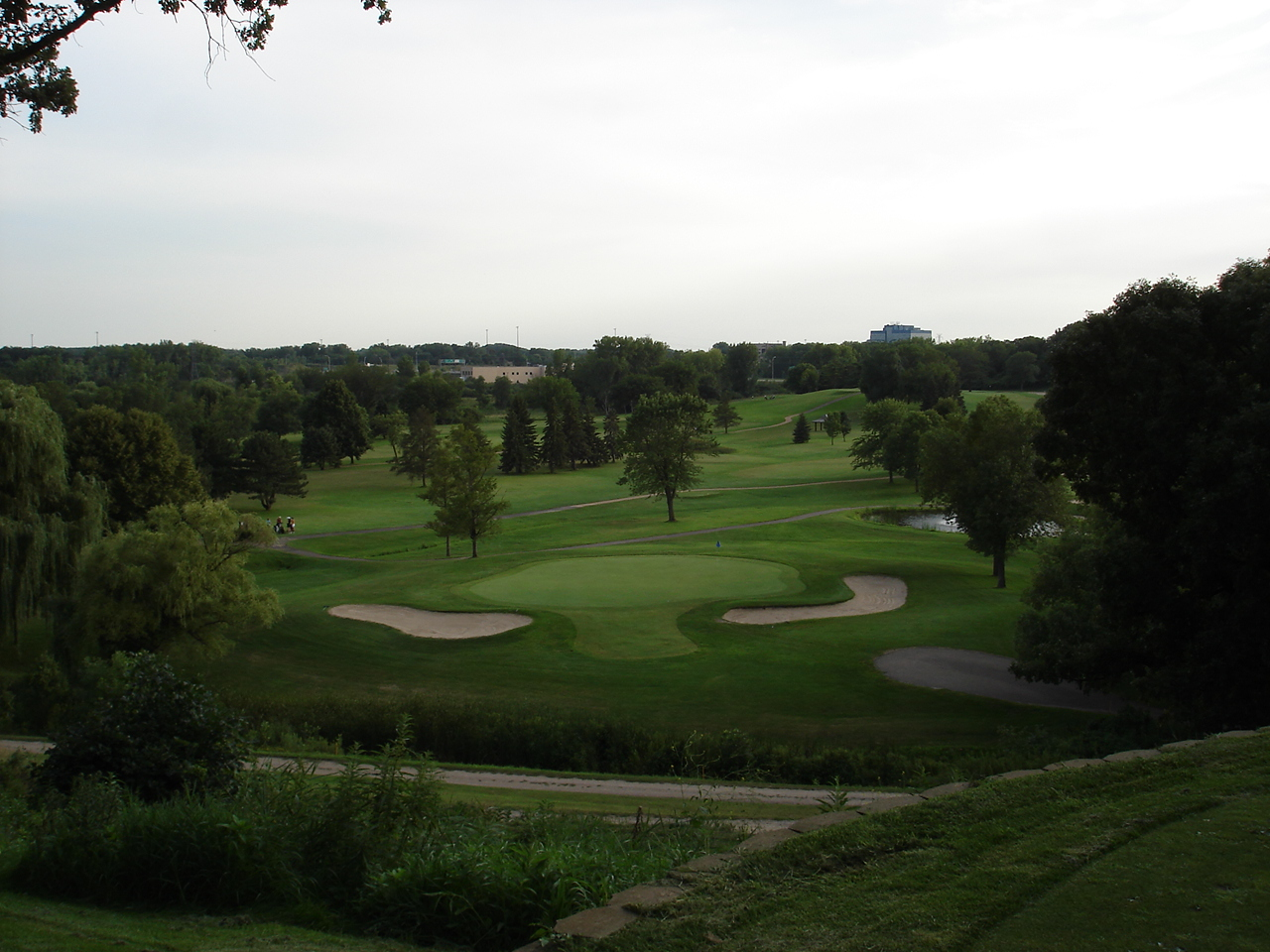
ブレーマー・ゴルフコース12番ホールを見下ろす

### 公園
イーダイナ市の公園と解放空間は合計1,550エーカー (6.3 km2) ある。イーダイナ市公園レクリエーション部は44の公園を管理し、野球、フットボール、サッカー、ソフトボールの各球場、バスケットボールとテニスのコート、屋外スケートリンク、幼児用遊技場、ピクニック場などを用意している。また自転車、ウォーキング、ジョギング、クロスカントリースキー、スノーシューのために8マイル (13 km) の景観のよい道を維持している。
| イーダイナの公園                         |                                        |                            |
| アルデン公園                             | フレッド・リチャーズ・ゴルフコース     | ロスランド公園             |
| アーデン公園                             | ガーデン公園                           | シャーウッド公園           |
| アーニソンエーカーズ公園                 | ガーデン公園追加部                     | セントジョンズ公園         |
| バーチクレスト公園                       | ハイツ公園                             | ストラヒャウア公園         |
| ブレーマ野球公園（コートニーフィールズ） | ハイランズ公園                         | ティ・トッド公園           |
| ブレデセン公園                           | コジェテン公園                         | ティングデール公園         |
| ブラウンデール公園                       | クラールヒル                           | ユトリー公園               |
| センテニアルレイクス公園                 | イーダイナ湖公園                       | バンバルケンバーグ公園     |
| チョーウェン公園                         | ルイス公園                             | ウォルナットリッジ公園     |
| コーネリア・学校公演                     | リンカーン・ドライブ・フラッドプレーン | ウィーバー・フィールド公園 |
| カントリーサイド公園                     | マクガイア公園                         | ウィリアムズ公園           |
| クリーク・バレー学校公園                 | メロディ湖公園                         | ウッドレイク・公園         |
| イーダインボロ公園                       | ムーア・プロパティ                     | ヨーク公園                 |
| フォックス・メドウ Park                  | ノーマンデール公園                     | ヨークタウン公園           |
| フランク・テューパ・公園                 | パメラ公園                             | コンコード学校公園         |

イーダイナ市公園レクリエーション部は公園管理の他に、市内にある下記10施設の運営も行っている。
- アーニソンエーカーズ公園
- ブレーマー・ゴルフコース
- ブレーマー・ゴルフドーム
- ブレーマー・アイスリンク
- センテニアルレイクス公園
- イーダイナ・アクアティックセンター
- イーダイナ・アートセンター
- イーダイナ・シニアセンター
- イーダインボロ公園
- フレッド・リチャーズ・ゴルフコース
- ノーマンデール公園

### 民間カントリークラブ
イーダイナ市には、カントリークラブ地区にあるイーダイナ・カントリークラブとインターラチェン・カントリークラブの2つがある。

## 著名な出身者

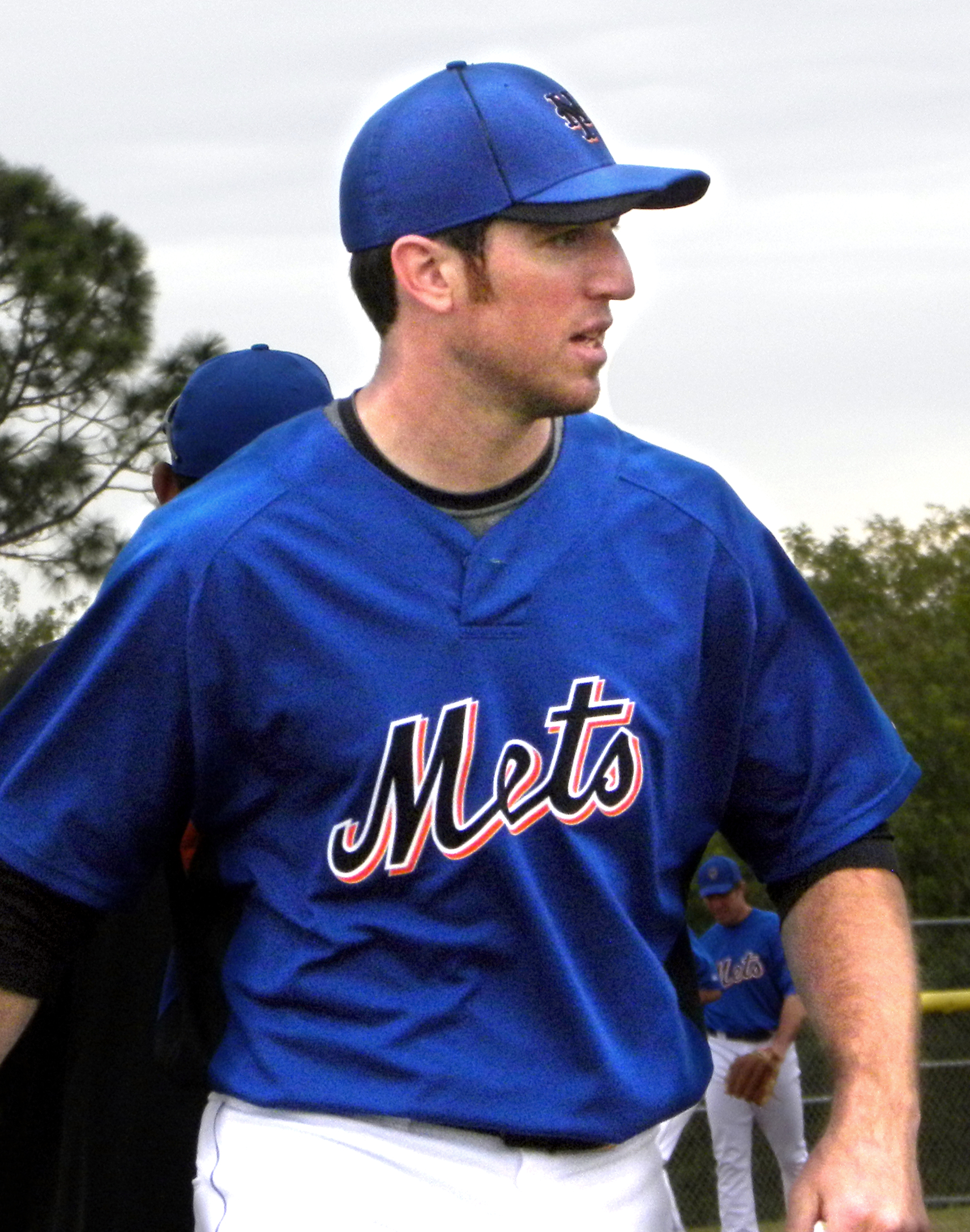
アイク・デービス

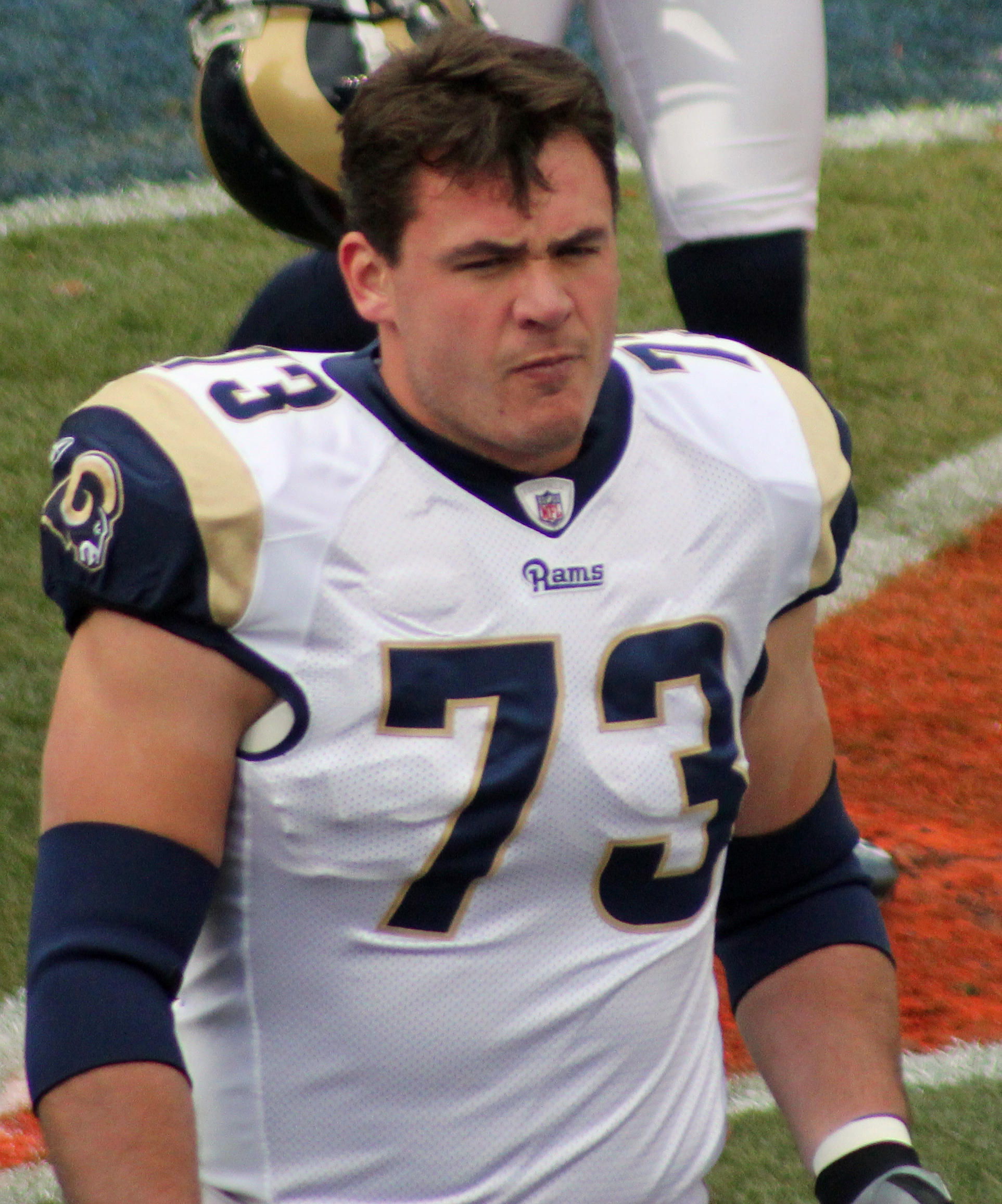
アダム・ゴールドバーグ

- アイク・デービス – メジャーリーグベースボール選手[24]
- ジョン・デンバー – シンガーソングライター、活動家
- マーディ・フィッシュ – プロテニス選手
- リック・フレアー – プロレスラー
- ヴィンス・フリン – 小説家
- アダム・ゴールドバーグ – NFLアメリカンフットボール選手[25]
- ジョージ・マイカン - プロ・バスケットボール選手、ミネアポリス・レイカーズ
- カービー・パケット – メジャーリーグベースボール選手、ミネソタ・ツインズ（1984年-1995年）、この間1987年と1991年の2度ワールドシリーズ優勝

## 大衆文化の中で
- コーエン兄弟による1996年の映画『ファーゴ』では、イーダイナの旧市役所と警察署が撮影に使われた。この建物はその後解体、再建された[26] shirt.
- アーノルド・シュワルツェネッガーが主演した1996年のクリスマス映画『ジングル・オール・ザ・ウェイ』では、幾つかのシーンがイーダイナのブルースウッドやアーデン公園近くで撮影された[27]
- ディズニーの1992年の映画『飛べないアヒル』では、問題の多いスタープレーヤーのアダム・バンクスがイーダイナ出身という設定になっていた
- コーエン兄弟の2009年のコメディ映画『シリアスマン』では、イーダイナのハイランズ地区にある1950年代のランチ・ハウス内部が撮影に使われた[28]
- ウィル・スミス主演の2008年の映画『7つの贈り物』は、イーダイナのサウスデールセンターで封切られた[29]
- 2004年4月26日、現職大統領ジョージ・W・ブッシュが初めてイーダイナで選挙運動を行った
- CBSテレビの番組『CSI:科学捜査班』、第12シーズン第10話『遺伝病』では、登場人物グレグ・サンダー図の出身地がイーダイナになっていた。彼の自慢する裕福な祖父オラーフが市のニックネームである「ケーキを食べる人」形成に貢献したとしていた